# Nothoscordum nutans
Nothoscordum nutans är en amaryllisväxtart som beskrevs av Pierfelice Ravenna. Nothoscordum nutans ingår i släktet vaniljlökar, och familjen amaryllisväxter. Inga underarter finns listade i Catalogue of Life.